# Gerhard Gran

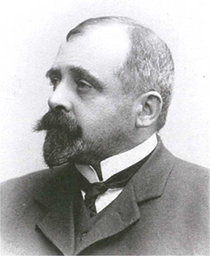
Gerhard Gran

Gerhard von der Lippe Gran (* 9. Dezember 1856 in Bergen; † 7. April 1925 in Oslo) war ein norwegischer Literaturhistoriker, Professor an der Universität Oslo und Herausgeber zweier Zeitschriften. Er galt als eine herausragende Persönlichkeit im kulturellen Leben Norwegens um die Jahrhundertwende.

## Leben
Grans Familie entstammte dem Großbürgertum. Sein Vater, Christen Knagenhjelm Gran, war Kaufmann, Reeder und Politiker sowie Vizekonsul des Königreichs Hannover.
Gran besuchte die Bergener Kathedralschule und studierte dann Philologie an der Universität Kristiania (heute Oslo). 1881 schloss er sein Studium ab und wurde dann Lehrer in seiner Heimatstadt Bergen. unter anderem an der Kathedralschule. Er erarbeitete sich einen Ruf als hervorragender Pädagoge. In Bergen gründete er 1890 die Zeitschrift Samtiden. Nach dem Rückzug des Mitgründers Jørgen Brunchorst war Gran ab 1892 alleiniger Herausgeber der Kulturzeitschrift, die bis 1899 im Verlag John Grieg erschien.
Von 1900 bis 1919 war Gran Professor für nordische Literatur an der Universität Kristiania. Mit Aschehoug fand er dort einen ortsansässigen Verleger für seine Zeitschrift Samtiden. Für William Martin Nygaard, den Leiter des Verlags, wurde Gran außerdem zu einem wichtigen Berater. Nygaard unterstützte ihn auch, als er 1914 die literaturwissenschaftliche Zeitschrift Edda gründete. Gran blieb bis zu seinem Tod Herausgeber beider Zeitschriften.
Gran schrieb über norwegische und ausländische Schriftsteller, darunter Henrik Ibsen, Charles Dickens und Alexander Lange Kielland. Ab 1906 gab er die Reihe Småskrifter fra Det litteraturhistoriske seminar heraus. Als sein Hauptwerk gilt seine Biographie über Jean Jacques Rousseau, die 1910 und 1911 in zwei Bänden erschien.
1905 wurde Gran mit dem Ritterkreuz 1. Klasse des Sankt-Olav-Ordens ausgezeichnet. Außerdem war er Offizier der Ehrenlegion.

## Werke
- Henrik Ibsen. Festskrift i anleding af hans 70de fødelselsdag. Grieg, Bergen & Gernandt, Stockholm 1898.
- Det Kongelige Fredriks Universitet 1811-1911. Festskrift. Aschehoug, Kristiania 1911.
- Religios uro, streiflys. Aschehoug, Kristiania 1912.
- Mennesker i litteraturens, kunstens, politikens og videnskabens tjeneste.
  - Bjørnstjerne Bjørnson. Det Schønbergske Forl. København 1916.
- Norsk aandsliv i hundrede aar. Spredte traek. 2 Bände. Aschehoug, Kristiania 1916/1917.
- Henrik Ibsen. Liv og verker. Aschehoug, Kristiania 1918.
  - Henrik Ibsen. Der Mann und sein Werk. Aus dem Norwegischen übertragen von Gustav Morgenstern. Brockhaus, Leipzig 1928.
- Fremmed aandsliv. schehoug, Kristiania 1920.
- Alexander L. Kielland og hans samtid. Dreyer, Stavanger 1922.